# Simion Schobel
Simion (Simon) Schobel, född 22 februari 1950 i Sebeş, Rumänien, är en rumänsk-tysk tidigare handbollsspelare (vänsternia) och handbollstränare.
Som spelare var han med och tog OS-brons 1976 i München. Från 1982 till 1987 var han förbundskapten för Västtysklands herrlandslag.